# توران سوفوجلو
توران سوفوجلو (بالتركية: Turhan Sofuoğlu)‏ هو مدرب كرة قدم ولاعب كرة قدم تركي في مركز الهجوم، ولد في 19 أغسطس 1965 في صقاريا في تركيا. شارك مع منتخب تركيا تحت 21 سنة لكرة القدم ومنتخب تركيا لكرة القدم. أما مع النوادي، فقد لعب مع أوردو سبور وبورصة سبور ونادي فنربخشة.

## وصلات خارجية
- توران سوفوجلو على موقع اتحاد تركيا (لاعب) (الإنجليزية)
- توران سوفوجلو على موقع اتحاد تركيا (مدرب) (الإنجليزية)
- توران سوفوجلو على موقع ناشيونال فوتبول تيمز (الإنجليزية)
- توران سوفوجلو على موقع عالم كرة القدم.نت (الإنجليزية)